# Savezničko bombardiranje Rijeke
Savezničko bombardiranje Rijeke naziv je za niz razronih bombardiranja grada Rijeke i njegove okolice u trajanju od 14. rujna 1943. do 19. travnja 1945. u sklopu savezničkih bombardiranja njemačkih i talijanskih uporišta u Kvarneru, koja su bila pred padom u ruke partizana još uoči prvih bombardiranja u siječnju 1944. kada su partizani imali uporišta u nedalekom Senju. U bombardiranjima je poginulo najmanje 200 civilnih žrtava, od čega desetero djece u dobi između jedne i četrnaest godina. Teže je oštećeno ili uništeno 1700 zgrada te je do kraja Drugog svjetskog rata uništeno više od tri četvrtine grada. 
U jednom od prvih bombardiranja 7. siječnja 1944. sudjelovalo je 27 američkih i britanskih bombardera te je uništena rafinerija nafte i zapovjedništvo gradskih vatrogasnih postrojbi uz pogiblju tri osobe. Ubrzo su bombardiranja postala učestalija, ali su zbog utkanosti industrije u grad te nepreciznosti bombardera zbog leta na velikim visinama pogođeni brojni stambene i civilne građevine. Bombardiranja su se uglavnom odvijala danju, a najrazornije noćno bombardiranje odvilo se 21. siječnja 1944. kada je 30 bombardera granatiralo Rijeku puna dva i pol sata nanijevši velike materijalne i ljudske gubitke.
Svako jutro točno u devet sati doletio bi uvĳek isti avion od strane istoka i mitraljirao Korzo. Riječani su ga prozvali »Martin« te su po njemu namiještali svoje dobnike. Najžešći napadi Saveznika na Rĳeku uslĳedili su od 15. do 21. veljače 1945. U njima je poginulo oko 200 te ranjeno više od 300 Riječana.
Saveznici su u svojim bombardiranjima oštetili ili potopili i nekolicinu njemačkih i talijanskih razarača i drugog ratnog brodovlja. Najpoznatiji je slučaj potapanja njemačkog minopolagača »Kiebitza« u kojem je poginulo 125 ljudi, većinom njemačkih vojnika smještenih na brodu ili u riječkoj luci.
Rijeka je neprekidno bila bombardirana 20 mjeseci, tijekom kojih su Saveznici bombardirali rafineriju, brodogradilište, »Torpedo«, skladišta drva i željeznička skladišta, lučka postrojenja, gatove, brodove tegljače, stambene zgrade u središtu grada, naselja na Kantridi, Kalvariji, Turniću, ali i u Opatiji. Najrazornije bombardiranje u 1945. godini odvilo se 20. veljače kada je 110 bombardera ispustilo desetke tona bombi na riječko brodogradilište, sud, zatvor, Palaču Jadran te zgradu Rimske banke (Banco di Roma), kasnije zgradu Gradske uprave.
Brojne zapise iz vremena savezničkih bombardiranja ostavio je riječki povjesničar Mihael Sobolevski.

## Pogledajte i:
- Savezničko bombardiranje Zadra
- Savezničko bombardiranje Splita